# Do You Know Where You're Coming From?
Do You Know Where You're Coming From? è un singolo del musicista britannico M-Beat in collaborazione con il gruppo musicale Jamiroquai. È stato pubblicato il 14 febbraio 1996 come primo estratto dal loro terzo album in studio Travelling Without Moving.

## Classifiche
| Classifica (1996) | Posizione massima |
| ----------------- | ----------------- |
| Finlandia         | 14                |
| Regno Unito       | 12                |
| Svezia            | 58                |
| Svizzera          | 49                |